# Гребля Айн-Зада
Гребля Айн-Зада – гідротехнічна споруда на півночі Алжиру.
Греблю спорудили в 1982 – 1986 роках на уеді Бусселам (Boussellam), який дренує значну ділянку в південній частині Тель-Атласу та є правою твірною уеду Суммам (Soummam), що впадає в Середземне море на південній околиці Беджайї (можливо відзначити, що південніше по течії Бусселам також існує велика гребля Тічі-Хаф). Водозбірний басейн вище від споруди складає 2080 км2, а її призначенням є водопостачання та іригація.
В межах проекту долину уеду перекрили земляною греблею із глиняним ядром висотою 55 (за іншими даними – 50) метрів, довжиною 688 метрів та шириною від 8 (по гребеню) до 260 (по основі) метрів. Під час будівництва знадобилось провести екскавацію 1,85 млн м3 та відсипку 2,61 млн м3 матеріалу, крім того, використали 41 тис м3 бетону. На час будівництва пропуск води забезпечили за допомогою галереї довжиною 261 метр з площею перетину 28 м2. Поряд з греблею облаштували водозлив, розрахований на перепуск під час повені 4320 м3/с. 
Гребля утворила водосховище, яке при нормальному рівні поверхні на позначці 855 метрів НРМ має площу 13 км2 та об’єм 125 млн м3, з яких 15 млн м3 відносяться до «мертвого» об’єму (нижче позначки 838 метрів НРМ). Гребінь греблі знаходиться на рівні 865 метрів НРМ і під час повені рівень води у сховищі може зростати до 864,2 метра НРМ, чому відповідає площа поверхні 19,2 км2 та об’єм 240 млн м3.